# Eseményalgebra
Az eseményalgebra a valószínűségszámításban egy halmazalgebra, ami egy eseménytér felett értelmezett eseményeket elemekként tartalmazza. Legfeljebb megszámlálható végtelen eseménytér felett minden halmaz eseménynek tekinthető, de egyébként nem, ahogy azt a  Vitali-tétel is megmutatja. Ez azt a negatív eredményt mondja ki, hogy nem megszámlálható térben nem lehet minden halmaz mérhető, így nem lehet minden halmazhoz valószínűséget rendelni.

## Definíció
Adva legyen egy {\displaystyle \Omega } eseménytér, ami magában foglalja a vizsgált véletlen kísérletek lehetséges kimeneteleit. Ekkor az {\displaystyle \Omega }  alaphalmazon {\displaystyle \Sigma } σ-algebra eseményalgebra, amit neveznek eseményrendszernek is. Néha az {\displaystyle (\Omega ,\Sigma )} párost nevezik eseménytérnek, melynek megfelelője a mértékelméletben a mérhető tér.

## Hierarchia
- A kimenetelek az eseménytér és az események elemei.
- Az események az eseménytér részhalmazai és az eseményalgebrák elemei. Elemeik a kimenetelek.
- Az eseményalgebrák a hatványhalmaz részhalmazai.

Különbséget kell tenni az {\displaystyle \omega } kimenetel és az {\displaystyle \{\omega \}} esemény között, habár ezt gyakran elhanyagolják.

## Példa
Tekintsük az {\displaystyle \Omega =\{1,2,3\}} eseményteret, ennek elemei {\displaystyle \omega _{1}=1,\omega _{2}=2,\omega _{3}=3}. Egy lehetséges eseményalgebra
{\displaystyle \Sigma _{1}:=\{\Omega ,\emptyset ,\{1\},\{2,3\}\}}.
Ez a példa azt is mutatja, hogy nem kell az eseménytér minden elemének eseménynek lennie.

## A σ-algebra szükségessége
A véletlen kísérletek modellezésére σ-algebrára van szükség a következők miatt:
- A biztos eseménynek (valami történik) eseménynek kell lennie, és ehhez az 1 valószínűséget rendelni.
- Ha egy {\displaystyle A} halmaz esemény, akkor nem bekövetkezésének is eseménynek kell lennie, mivel hozzárendelhető {\displaystyle 1-P(A)}, mint valószínűség. Így egy esemény komplementere is esemény.
- Ha az {\displaystyle (A_{n})_{n\in \mathbb {N} }} eseményekből legfeljebb megszámlálható végtelen van, akkor annak is eseménynek kell lennie, hogy legalább egyikük bekövetkezik. Így az eseményalgebrának zártnak kell lennie a legfeljebb megszámlálhatóan végtelen unióra is.

## Kanonikus eseményalgebrák
Véges és megszámlálható végtelen eseménytér esetén választható a teljes σ-algebra, mivel ez még nem vezet ellentmondásra. Eszerint minden részhalmaz esemény. Például, ha az alaphalmaz {\displaystyle \mathbb {N} }, akkor az eseményalgebra {\displaystyle {\mathcal {P}}(\mathbb {N} )}.
Valós eseményhalmazokon, amelyek a valós számokat tartalmazzák, vagy annak nem megszámlálható részét, például intervallumot, vagy félegyenest, akkor az adott halmaz Borel-algebráját tekintik, ami ugyan sokkal kisebb, mint a teljes hatványhalmaz, de tartalmaz minden naiv módon konstruálható halmazt (de Vitali-halmazokat nem). Tetszőleges topologikus téren konstruálható Borel-algebra.
Ha az eseménytér több eseménytér szorzata, akkor a szorzat-σ-algebra lesz az eseményalgebra.

## Fordítás
Ez a szócikk részben vagy egészben  az   Ereignissystem című német Wikipédia-szócikk fordításán alapul.  Az eredeti cikk szerkesztőit annak laptörténete sorolja fel. Ez a jelzés csupán a megfogalmazás eredetét és a szerzői jogokat jelzi, nem szolgál a cikkben szereplő információk forrásmegjelöléseként.